# Auguste-Alexandre Ducrot

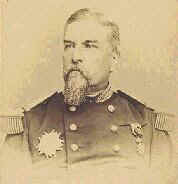
General Auguste-Alexandre Ducrot.

Auguste-Alexandre Ducrot, född 24 februari 1817, död 16 augusti 1882, var en fransk militär.
Ducrot blev officer vid infanteriet 1837, överste och regementschef 1853, brigadgeneral 1858, i vilken egenskap han deltog i 1859 års fälttåg. Han blev divisionsgeneral stationerad i Strasbourg 1865. Vid krigsutbrottet 1870 fick Ducrot befälet över 1:a infanterifördelningen av 3:e armékåren men blev redan 17 augusti chef för kåren. Då Patrice de Mac-Mahon sårades i slaget vid Sedan, utnämndes Ducrot till överbefälhavaren men fick efter några timmar lämna ifrån sig befälet till general Emmanuel Félix de Wimpffen. Efter kapitulationen lyckades Ducrot undkomma och blev chef för 2:a armén i Paris. Sedan freden slutits, var han 1871 medlem av nationalförsamlingen och 1872-78 chef för 8:e armékåren, en befattning han måste lämna som misstänkt för antirepublikanska stämplingar. Ducrot har utgett La journée de Sedan (6:e upplagan 1877) och La défense de Paris (4 band, 1875-78).